# Edificio Luis Guevara
El Edificio Luis Guevara, también conocido como Edificio Cousiño, es un antiguo inmueble de oficinas de Chile construido entre 1881 y 1883 en la ciudad de Valparaíso. Se encuentra en la esquina de las avenidas Errázuriz y Blanco, a la altura del pasaje Ross, en el plan de Valparaíso, próximo al Barrio Puerto. Tras haber estado abandonado durante muchos años —en que fue reconocido popularmente con el apodo de La Ratonera— fue adquirido por la fundación DUOC  y sometido a una completa rehabilitación de sus recintos interiores y restauración de fachadas (2009-2010). El 25 de abril de 2011 abrió de nuevo sus puertas como «Centro de Extensión Duoc UC, Edificio Cousiño», convirtiéndose en uno de los centros culturales más importantes de la ciudad.

## Historia

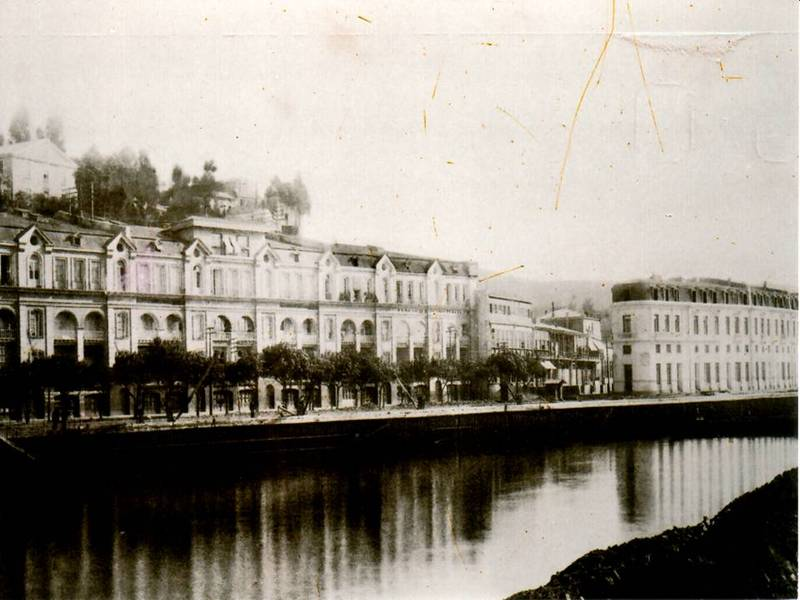
Vista del Crucero Guevara, hoy conocido como edificio Cousiño, (derecha) en 1885

Fue construido entre los años 1881 y 1883 en terrenos ganados al mar, por iniciativa del empresario textil Luis Guevara Arias, por lo que era conocido como Crucero Guevara.
Con el paso de los años, el edificio albergó diversas empresas y organismos, deteriorándose por falta de mantención. A fines de los años 1990 hubo un plan para construir una torre en su lugar, pero la iniciativa no prosperó debido a la oposición de los vecinos del cerro Concepción, varios de ellos miembros de la agrupación Ciudadanos por Valparaíso, quienes instaron al Consejo de Monumentos Nacionales a actuar ante su inminente demolición, avalada por el entonces alcalde Hernán Pinto. Tras una extensa tramitación lega, se declaró al inmueble como Monumento Histórico.
Estuvo por varios años abandonado, siendo incendiado varias veces y recibiendo el apodo de La Ratonera, convirtiéndose en símbolo del deterioro patrimonial de Valparaíso. Luego de una década de deterioro fue adquirido por la Fundación DUOC para iniciar un plan de recuperación por 10 millones de dólares.
Según el proyecto, los cinco pisos del edificio se destinarían a dependencias educativas, teniendo también un teatro, un centro de convenciones y salas de exposiciones. También se habilitaría en el lugar una oficina de información turística.
En esta época, se comenzó a llamar erróneamente como Luis Cousiño, debido al monograma presente en su fachada que parecen una L y una C, pero que en realidad corresponden a LG, por Luis Guevara. La fundación DUOC aun sostiene en su página web que el edificio fue mandado a construir por Isidora Goyenechea de Cousiño y que luego se trasladaron ahí las oficinas de la empresa de carbón de la familia, la Compañía Explotadora de Lota y Coronel. Sin embargo, esta historia corresponde al edificio de enfrente, diseñado y construido en 1890 para Isidora por el arquitecto francés Marcel Dourgnon, destinado a rentas y a las oficinas de la Compañía de Carbón, que luego de ser remodelado por un incendio en 1920, pasó a ser conocido como Edificio Dacal. La investigación que rectificó el histórico error de su denominación fue realizada por el arquitecto Alberto López y el investigador patrimonial Lautaro Triviño.
Actualmente , luego de su recuperación, sus recintos albergan al Centro DUOC y un café Bonafide.